# House Party (película de 2023)
House Party es una película de comedia estadounidense de 2023 dirigida por Calmatic a partir de un guion de Jamal Olori y Stephen Glover, que sirve como reboot de la película de 1990 del mismo nombre. La película está protagonizada por Tosin Cole, Jacob Latimore, Karen Obilom, DC Young Fly y Scott Mescudi. Es producida por LeBron James, quien también se interpreta a él mismo, a través de su productora, SpringHill Company, además de New Line Cinema.
House Party fue estrenada en los Estados Unidos el 13 de enero de 2023 por Warner Bros.

## Argumento
En Los Ángeles, Kevin y Damon son dos mejores amigos que trabajan como limpiadores de casas y aspirantes a promotores de clubes;  Kevin también aspira a hacer música y obtener un ingreso estable para mantenerse a sí mismo ya su pequeña hija Destiny. Kyle y su pandilla (Guile y Larry) los excluyen de un concierto de promoción debido a que Damon tiene una relación ilícita con el primo de Guile.  Mientras los dos trabajan en una mansión, su amiga de la infancia y supervisora actual, Venus, le informa a Kevin que él y Damon serán despedidos debido a que las cámaras los captaron haciendo el tonto en el trabajo. Damon descubre que la mansión que están limpiando pertenece a LeBron James, que está en la India en un retiro de meditación de dos semanas, y propone que él y Kevin organicen una fiesta allí para los contactos famosos de LeBron. Kevin, ahora desesperado por dinero porque sabe que está despedido y no comenzará su nuevo trabajo de TI por otros 2 meses, se une vacilante al plan. Kevin le pide a Venus que les proporcione a él y a Damon las llaves de la mansión, y ella acepta a regañadientes.
Damon y Kevin promocionan la fiesta como un evento secreto para evitar alertar a la policía, y el evento comienza como un éxito. Sin embargo, Kyle y su pandilla se enteran después de que nadie se presenta a su propia fiesta y aprovechan un fallo en la seguridad para irrumpir en la sala de trofeos de LeBron y robar su Cleveland Cavaliers anillo de campeonato de 2016. Kevin se angustia por el daño que está ocurriendo en la mansión y confronta a Damon por su frívolo desprecio por todo lo que lo rodea.  Damon luego es golpeado por Nick y su pandilla, pero luego ve a su ídolo Mýa. Mya le ofrece a Damon que se vaya de la fiesta con ella, pero Damon se niega para ayudar a Kevin a evitar que la fiesta se desmorone.
Damon y Kevin descubren que el anillo de LeBron ha sido robado e intentan desesperadamente encontrarlo.  Kid Cudi les dice que los Illuminati poseen una copia de cada anillo de campeonato deportivo, y el dúo está lo suficientemente desesperado como para aceptar su oferta. Venus se ofrece como voluntaria para organizar la fiesta en su ausencia, y ella y Kevin se besan. Kid Cudi lleva a escondidas a Damon y Kevin a una convención Illuminati donde logran robar el anillo, pero quedan expuestos cuando sin darse cuenta invocan el nombre de Dios. Los Illuminati los obligan a una pelea de gladiadores, pero Kid Cudi se sacrifica para permitirles vivir y les confía un poema que escribió solo para los ojos de LeBron.
Damon y Kevin regresan a la mansión para devolver el anillo y terminar la fiesta, pero son interrumpidos por LeBron, quien regresó temprano de su viaje. LeBron tiene la intención de arrestar al dúo, pero Damon afirma que Kevin no estuvo involucrado en la fiesta y hace una apuesta a que LeBron lo dejará ir si puede vencer a la superestrella de la NBA en un juego de baloncesto informal. LeBron gana fácilmente y la policía se lleva a Damon. Kevin se ve obligado a darle a LeBron el dinero que él y Damon ganaron, que este último dona a la caridad. Sin embargo, al leer el poema de Kid Cudi, LeBron cambia de opinión y trabaja para que Damon sea liberado antes de su sentencia de cárcel, luego de lo cual Mya lo recoge. Kyle y su pandilla son arrestados después de intentar vender el anillo de LeBron, y la fiesta hace que Kevin obtenga reconocimiento y gane dinero con su música. De vuelta en la mansión Illuminati, Kid Cudi vuelve a la vida.

## Reparto
- Jacob Latimore como Kevin
- Tosin Cole como Damon
- Karen Obilom como Venus
- DC Young Fly como Vic
- Chinedu Unaka como Sly
- Shakira Ja'nai Paye como Mika
- Andrew Santino como Peter
- Melvin Gregg como Larry
- Allen Maldonado como Kyle
- Rotimi como Guile

### Cameos
- Scott Mescudi
- Mýa
- LeBron James
- Watts Homie Quan
- Walter Emanuel Jones
- Nakia Burrise
- GaTa
- Snoop Dogg
- Juvenile
- Tinashe
- Carl Anthony Payne II
- Tristan Thompson
- Lil Wayne
- Odell Beckham Jr.
- Mark Cuban
- Jamal Olori
- Kid 'n Play
- Anthony Davis
- Lena Waithe
- Chauncey Hit-Boy Hollis
- Big Sean
- Karrueche Tran[2]

## Producción
En febrero de 2018, se anunció que New Line Cinema estaba desarrollando una nueva versión de House Party con LeBron James y Maverick Carter produciendo con su productora SpringHill Entertainment. Stephen Glover y Jamal Olori se unieron para escribir la adaptación. En septiembre de 2019, se anunció que Calmatic se había unido a la producción como director. La película estaba programada para estrenarse exclusivamente en HBO Max vía streaming.
En abril de 2021, Jorge Lendeborg Jr. y Tosin Cole fueron elegidos para los papeles principales. DC Young Fly se unió al elenco, seguida en junio por Karen Obilom, Melvin Gregg, Rotimi, Allen Maldonado, Shakira Ja'nai Paye, Andrew Santino y Bill Bellamy. Para julio de 2021, Lendeborg Jr. fue reemplazado por Jacob Latimore, luego de la salida del primero del proyecto para enfocarse en mejorar su salud mental. Ese mismo mes, Tamera Kissen fue elegida para un papel secundario.
La fotografía principal comenzó el 2 de julio de 2021 en California. La producción se suspendió a finales de ese mes debido a nueve casos positivos de COVID-19 reportados, aunque solo uno era parte del personal de producción, mientras que el resto eran extras. Posteriormente, la filmación se reanudó el 2 de agosto de 2021.

## Estreno
House Party fue estrenada en cines por Warner Bros. en Estados Unidos el 13 de enero de 2023. Originalmente se programó para un lanzamiento solo digital en HBO Max el 28 de julio de 2022, pero se eliminó del calendario de estreno de Warner Bros el 11 de julio de 2022, solo 17 días antes del lanzamiento, antes de ser trasladado a un estreno en cines el 9 de diciembre de 2022, en agosto, como parte de un plan de reestructuración para la distribución de películas en Warner Bros. que haría que el estudio dependiera menos de los estrenos exclusivos de HBO Max y más de los estrenos en cines. En octubre de 2022, se retrasó hasta su fecha de estreno actual.